# Гумерово (Мечетлінський район)
Гуме́рово (рос. Гумерово, башк. Ғүмәр) — присілок у складі Мечетлінського району Башкортостану, Росія. Входить до складу Дуван-Мечетлінської сільської ради.
Населення — 166 осіб (2010; 216 в 2002).
Національний склад:
- башкири — 100 %